# 셔틀-미르 계획

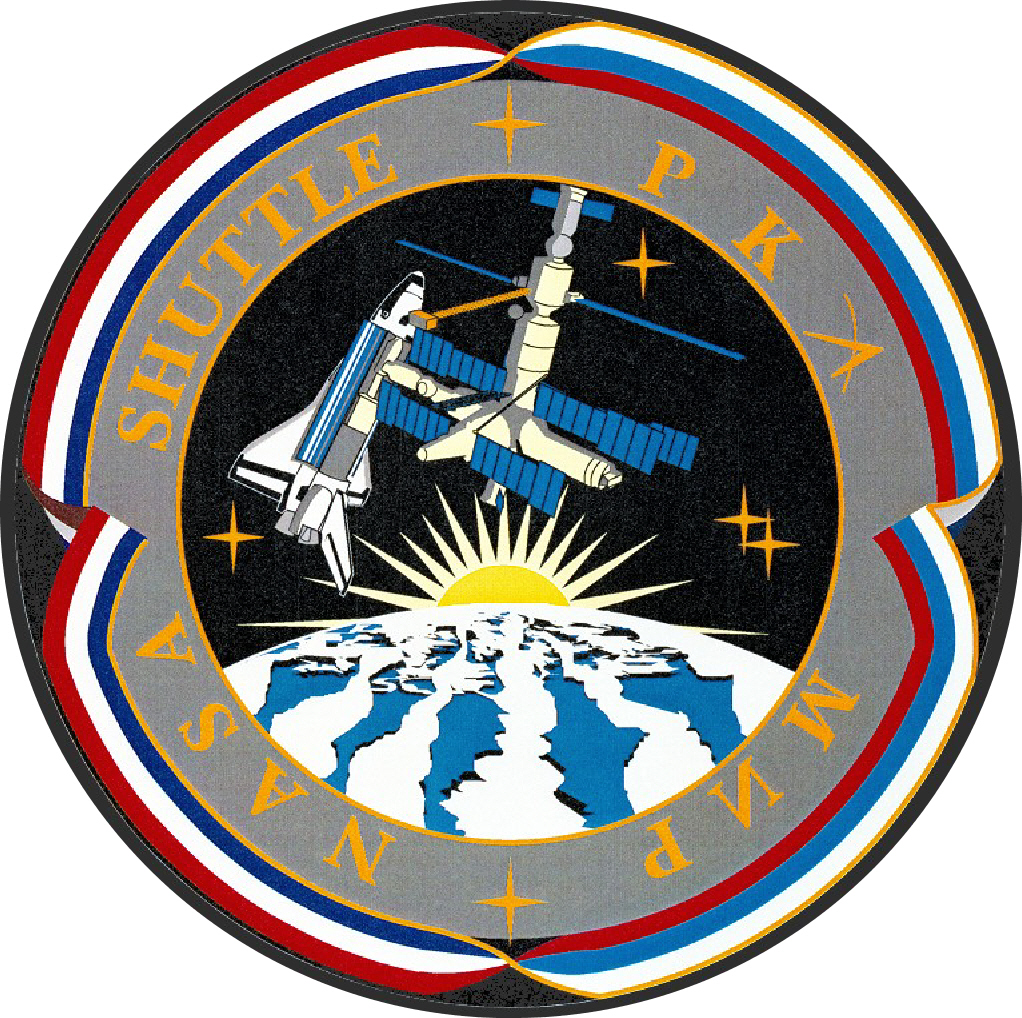
셔틀-미르 계획 표장

셔틀-미르 프로그램(Shuttle-Mir Program)은 미국과 러시아간의 우주협력 프로그램이다. 러시아의 미르 우주정거장에 미국의 우주왕복선이 방문하는 계획이다. 러시아 우주인이 미 우주왕복선으로 오고, 미국 우주인이 미르에 탑승해서 오랜 기간 동안 체류한다.
4년의 프로그램 기간 동안, 두 나라에 의해서, 많은 최초의 기록들을 수립했다. 미국의 우주인이 소유즈 우주선에 탑승한 것이 최초였고, 역사상 가장 큰 우주선이 나는 것이었고, 최초로 미국인 우주인이 러시아의 오라이언 우주복을 입고 우주유영을 하였다.

## 미르

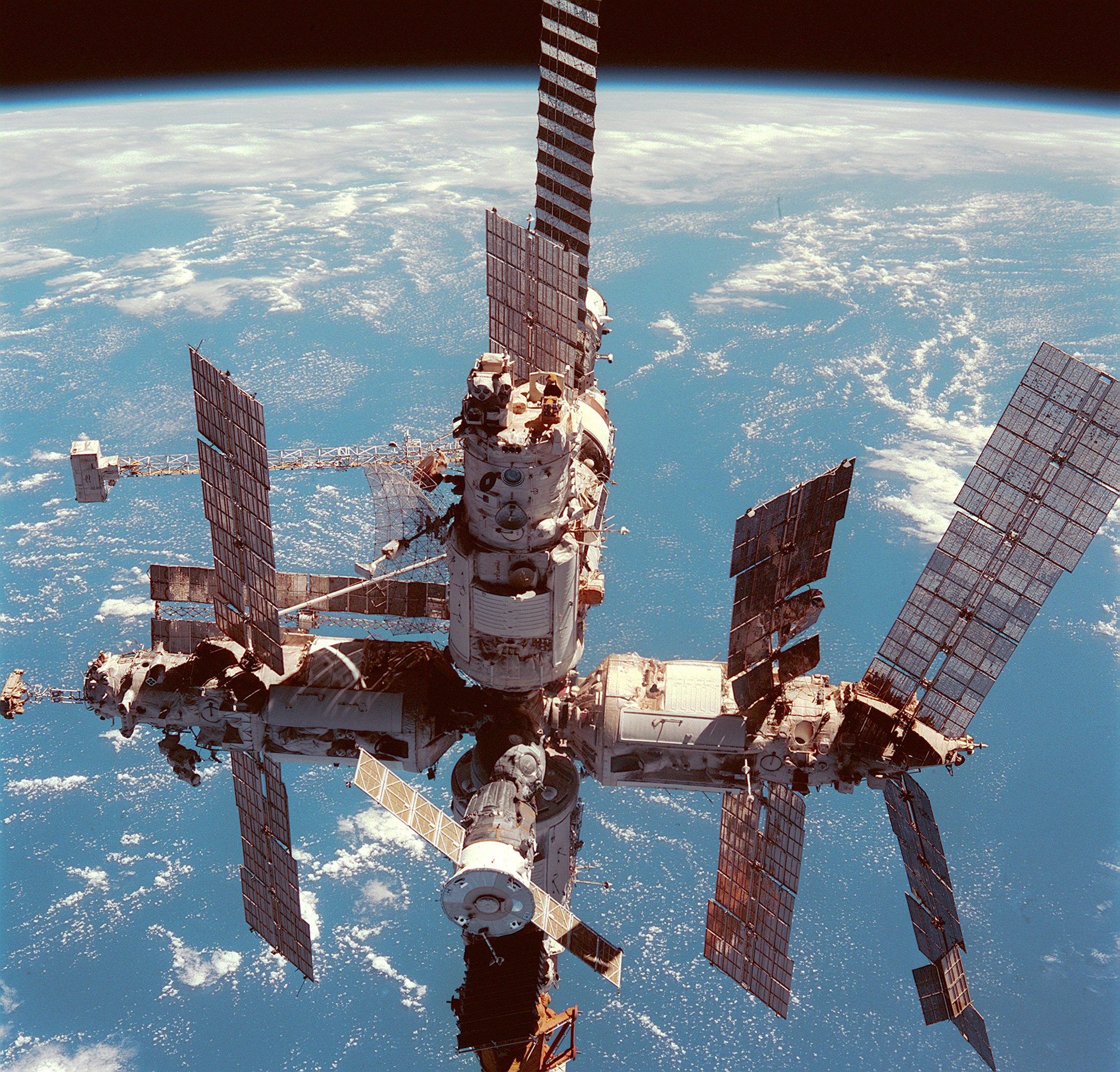
The view of Mir from Space Shuttle Discovery as she approached the station during STS-91.

미르는 세계 최초의 모듈식 우주 정거장이다. 1986년에서 1996년 사이에 건설되었다. 미르는 인간이 계속해서 거주할 수 있는 최초의 우주 실험실이었다. 우주에서 인간이 가장 오래 체류한 기록도 미르가 가지고 있다. 10년에서 8일이 모자라는 기간이다. 미르의 목적은 크고 거주가능한 우주 과학 실험실을 제공하는 것이었다. 페이즈 원을 포함한 여러 가지 협력 프로그램을 통해, 미르에는 국제적으로 여러 나라의 우주인들이 이용했다. 2001년 3월 23일까지 존재했으며, 대기권으로 재진입하여 소멸됐다.
미르는 살류트 우주정거장 시리즈에 기초하여 만들어졌다. 살류트는 소련이 1971년 이래 7회 발사한 우주 정거장이다. 미르는 주로 소유스 유인 우주선과 프로그레스 화물 우주선에 의해 운영되었다. 미르는 후에 취소되었지만, 부란 우주왕복선의 목적지로도 사용될 예정이었다. 미국의 우주 왕복선과의 도킹에 사용된 연결부인 Androgynous Peripheral Attach System은 원래 부란을 위해 만들어진 것이었다. 여기에 미국의 프리덤 우주 정거장을 위해 설계된 브라켓이 마운트되어서 미국 우주 왕복선과 미르 우주 정거장이 도킹을 하게 되었다.

## 우주 왕복선

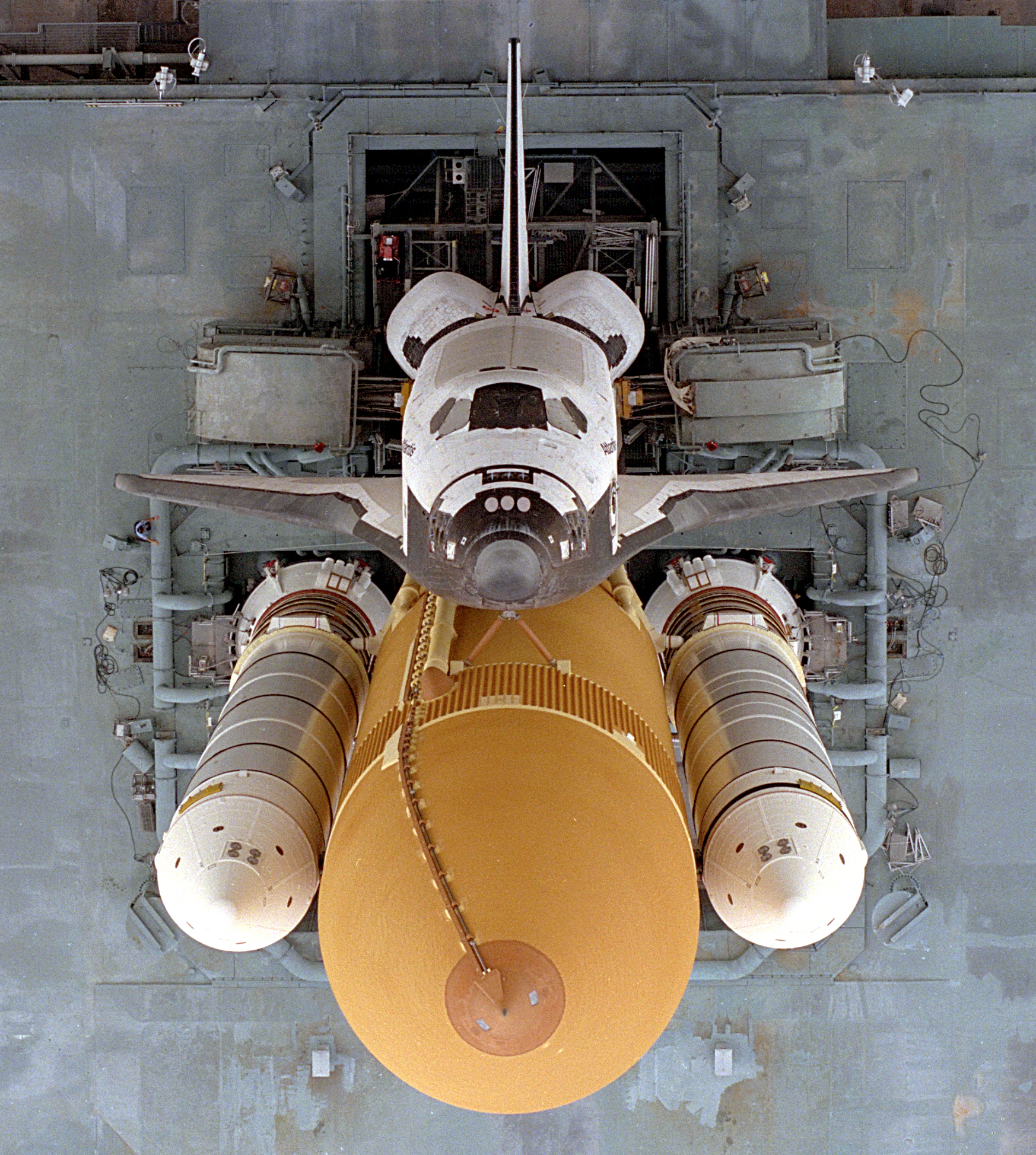
STS-79 임무를 위해 발사대기중인 애틀랜티스.

NASA의 우주 왕복선(Space Shuttle)은 공식적으로는 Space Transportation System(STS)이라고 불린다. 미국 정부의 현재 유인 우주 비행선이다. 모두 5개의 궤도선(orbiter)이 제작되었다.(컬럼비아,챌린저,디스커버리,애틀랜티스,인데버)
2011년 10월 전 기종 퇴역 하였다. 날개가 달린 셔틀은 수직으로 발사되며, 보통 5명에서 7명의 우주인이 탑승한다. 원래 8인이 탑승가능하며, 비상시에는 11명도 탑승이 가능하다. 5만 파운드의 화물을 지구 저궤도에 운반할 수 있다. 임무가 완료되면, 귀환하기 위하여 manoeuvring thruster를 점화한다. 착륙할 때까지 궤도선은 글라이더와 같이 완전히 무동력으로 비행하여 착륙하게 된다.
셔틀은 부분적으로 재사용이 가능한, 최초의 궤도 비행 우주선이다. 셔틀은 큰 화물들을 다양한 궤도에 운반할 수 있다. 셔틀-미르 프로그램과 ISS 프로그램에서, 셔틀은 승무원들을 교체하고, 다양한 물자, 우주 정거장 모듈, 각종 장비들을 우주 정거장에 운반한다. 각각의 셔틀은 100회의 발사가 가능하거나 10년의 운영수명을 갖게 설계되었다.

## 연표

### 페이즈 투와 페이즈 쓰리: 국제 우주 정거장 (1998-2010)

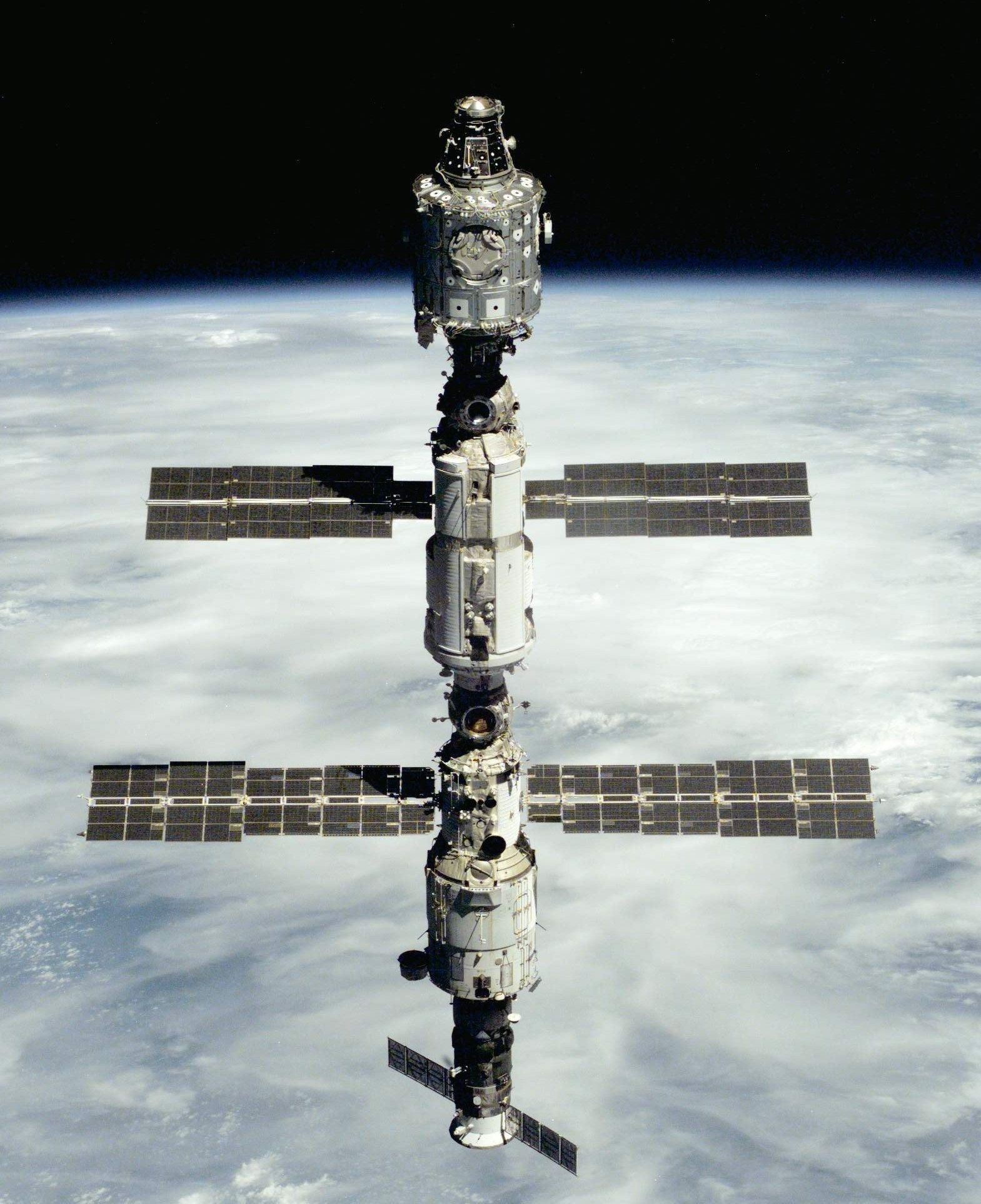
2000년 9월 18일의 ISS.

디스커버리가 1998년 6월 12일 착륙함으로써, 페이즈 원 프로그램은 종료되었다.
그러나, 그 프로그램을 통해 연구된 기술과 개발된 장비는 1998년 11월 20일 페이즈 투의 시작을 도왔다.
그 날, 러시아에서 제작된 자리야를 러시아의 프로톤 로켓으로 쏘아 올렸다. 국제 우주 정거장 최초의 모듈이다.
2008년 2월 현재, 국제 우주 정거장은 8개의 압력식 모듈, 3개의 태양 전지판과 거대한 트러스 구조물로 이루어져 있으며, 역사상 최대의 우주선이다.
미국에서 제작된 데스티니 실험실 모듈이 2001년 발사됨으로써, 페이즈 투가 종료되었고, 페이즈 쓰리가 시작되었다. 페이즈 쓰리는 현재 진행 중이다.
국제 우주 정거장이 완성되면, 5개의 실험실로 구성되며, 6명의 승무원이 거주할 수 있다.
1,000 입방미터가 넘는 부피에, 40만 킬로그램의 무게를 갖게 된다. 셔틀-미르 우주선의 약 2배 크기이다.
페이즈 투와 페이즈 쓰리는 장기간 동안 우주비행을 하면서, 국제 우주 협력과 무중력 연구를 계속하기 위해 계획되었다.
이 연구의 결과는 달에서의 장기간 체류 탐사와, 화성으로의 유인 우주 비행에 유용하게 사용될 것이다.
미르가 2001년 3월 23일 소멸됨에 따라, 국제 우주 정거장은 지구 주위를 도는 유일한 우주 정거장이다.

## 논쟁

### 재정
또다른 주요한 논쟁 이슈는 러시아의 우주 프로그램의 재정 상태이다. 소련이 붕괴한 이후, 러시아 경제는 서서히 붕괴되고 있으며, 우주 개발 예산을 약 80% 정도 감축하였다.
페이즈 원을 전후하여, 러시아 우주 개발 예산의 상당액은 ESA나 다른 국가의 우주인 비행을 통해서 얻었다. 일본의 한 TV 방송사는 그들의 리포터를 미르에 탑승시키는 대가로 950만 달러를 지불하였다.
비평가들은 러시아 우주 프로그램을 유지하기 위해서, 그리고 셔틀이 미르에 도킹하는데 대한 비용으로 3억 2500만 달러의 계약을 NASA와 러시아 간에 체결하였다고 주장했다.
러시아의 스타 시티에서의 우주인 훈련은 확실히 이 점을 의미하며, NASA는 훈련 매뉴얼과 장비에 대한 이용료로, 많은 비용을 지불했다.

## 임무

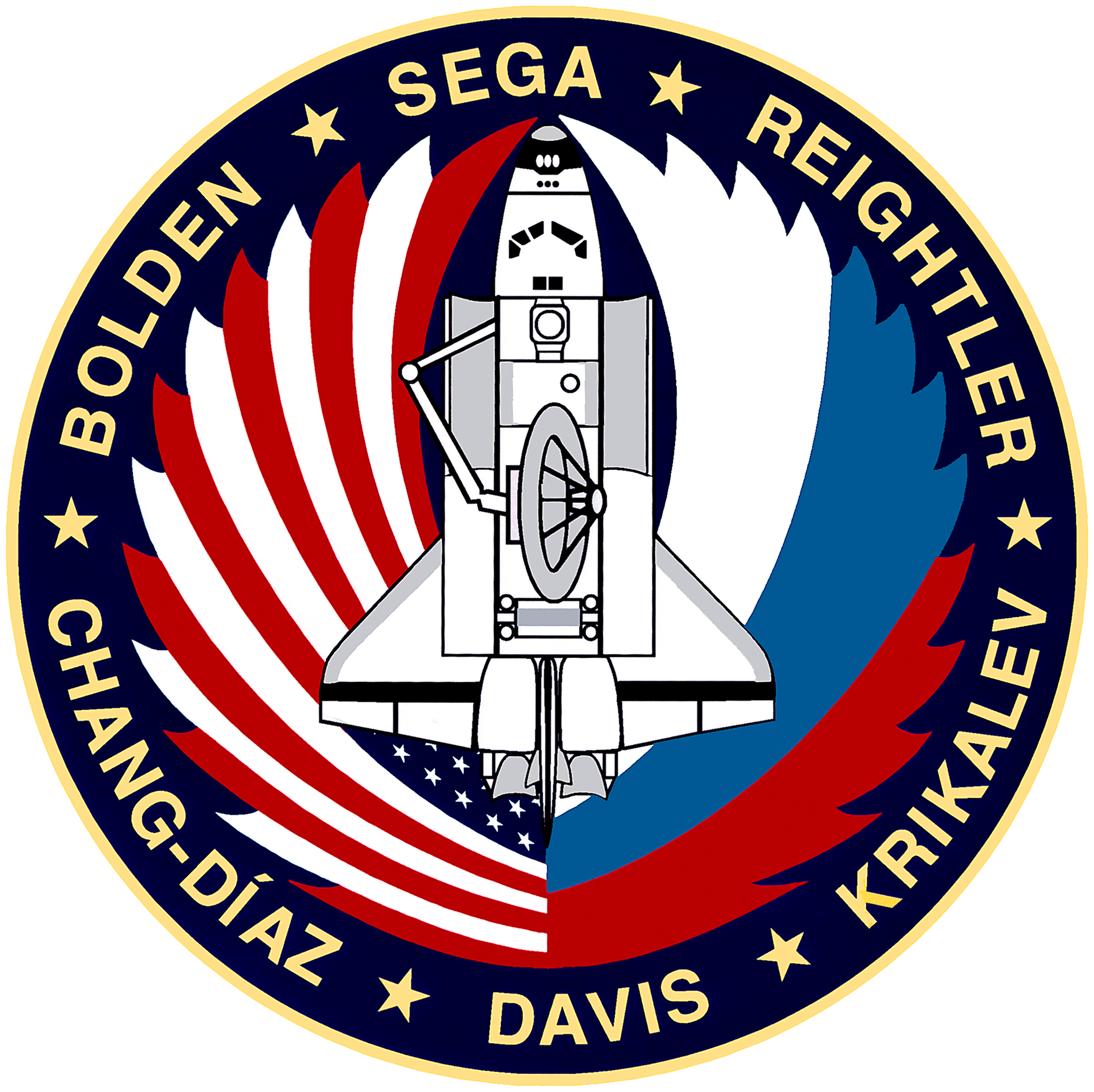
STS-60
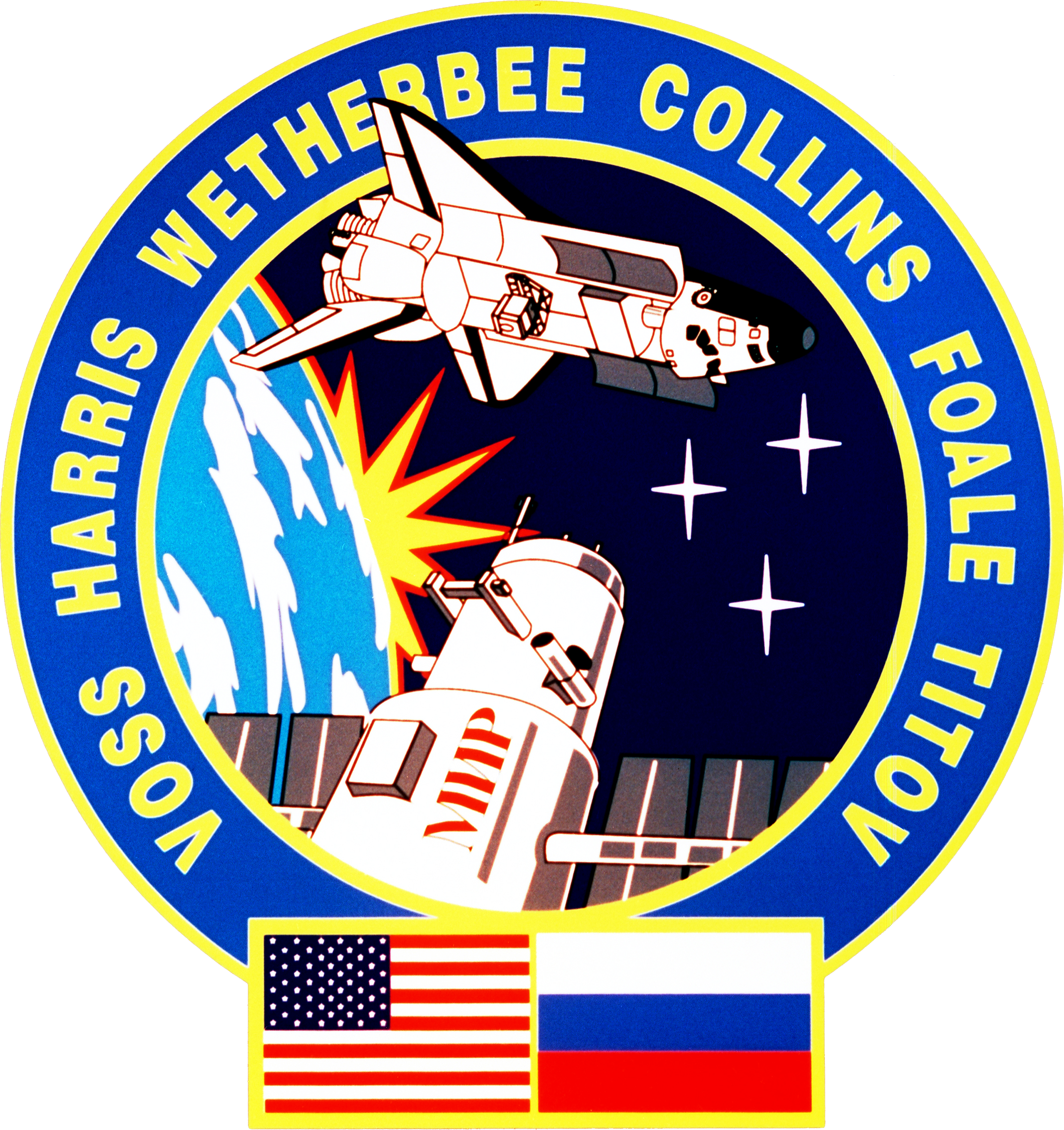
STS-63
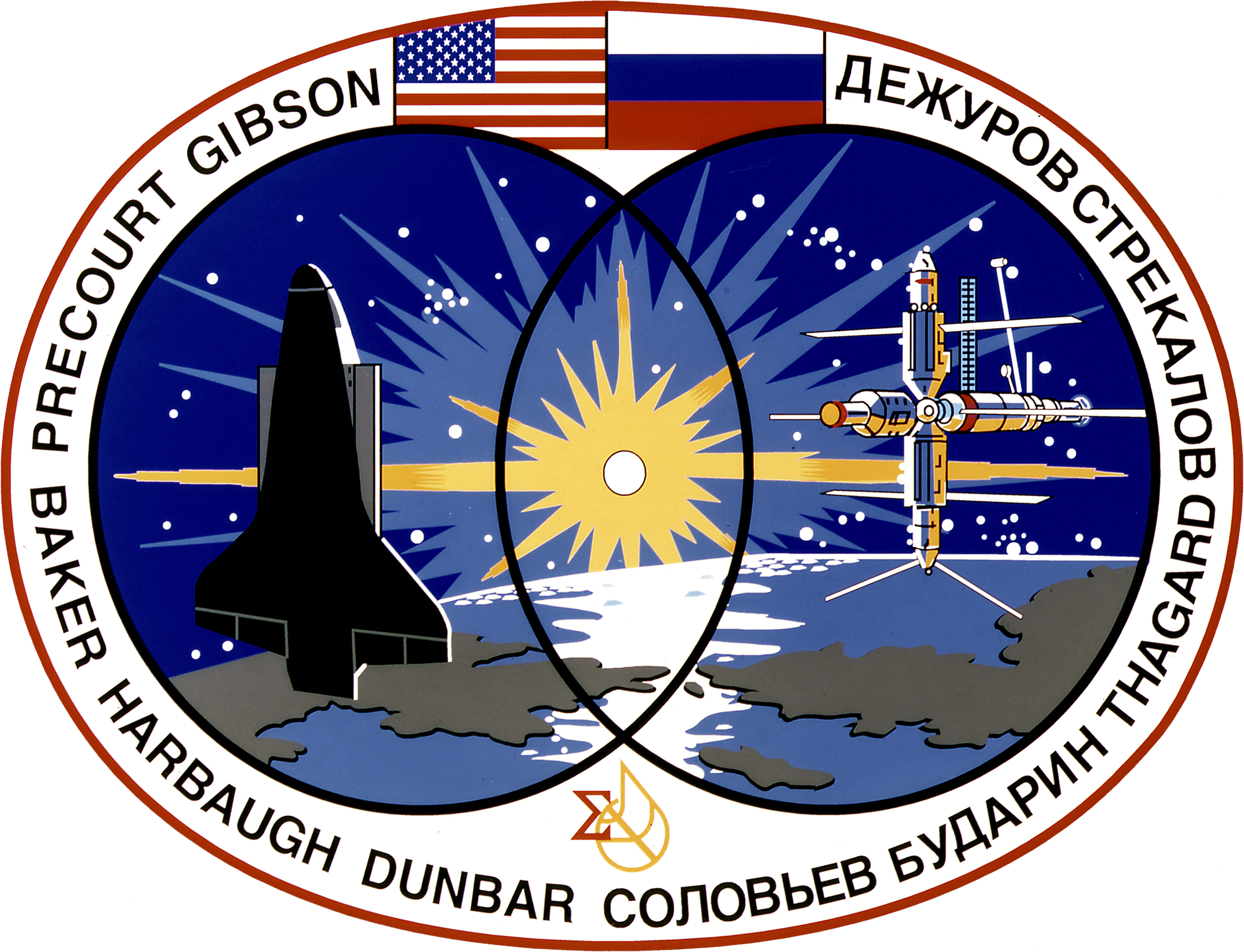
STS-71
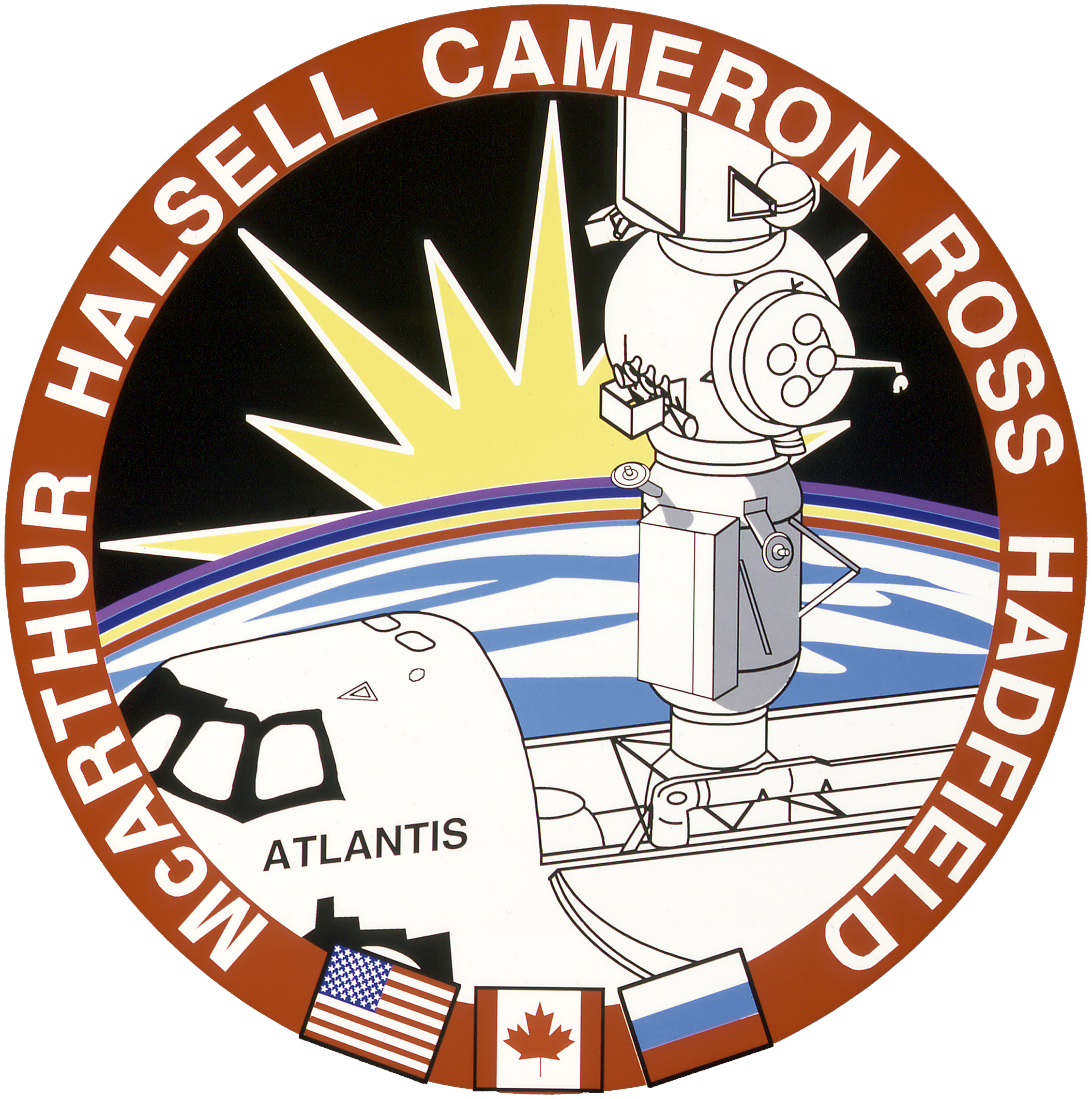
STS-74
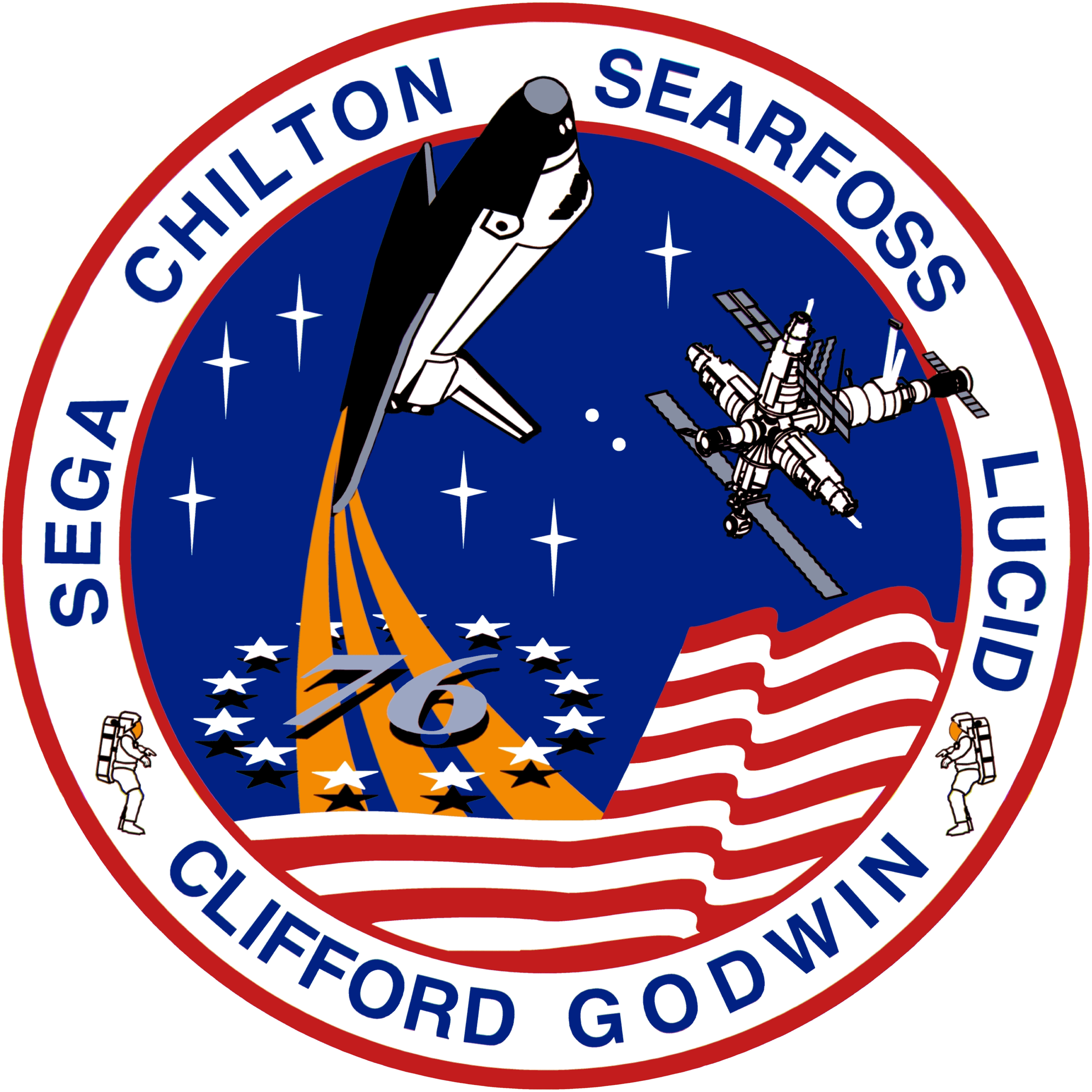
STS-76
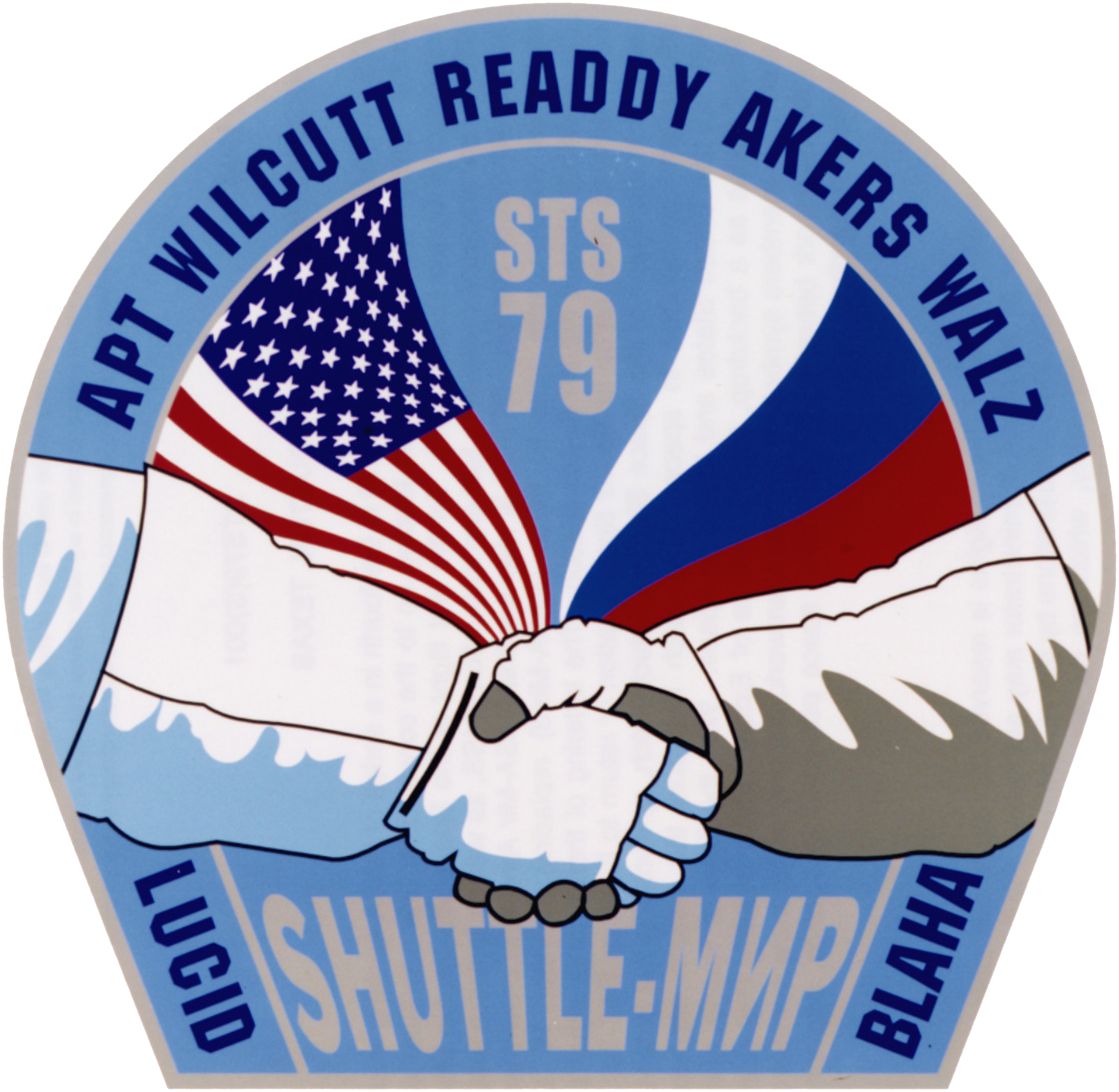
STS-79
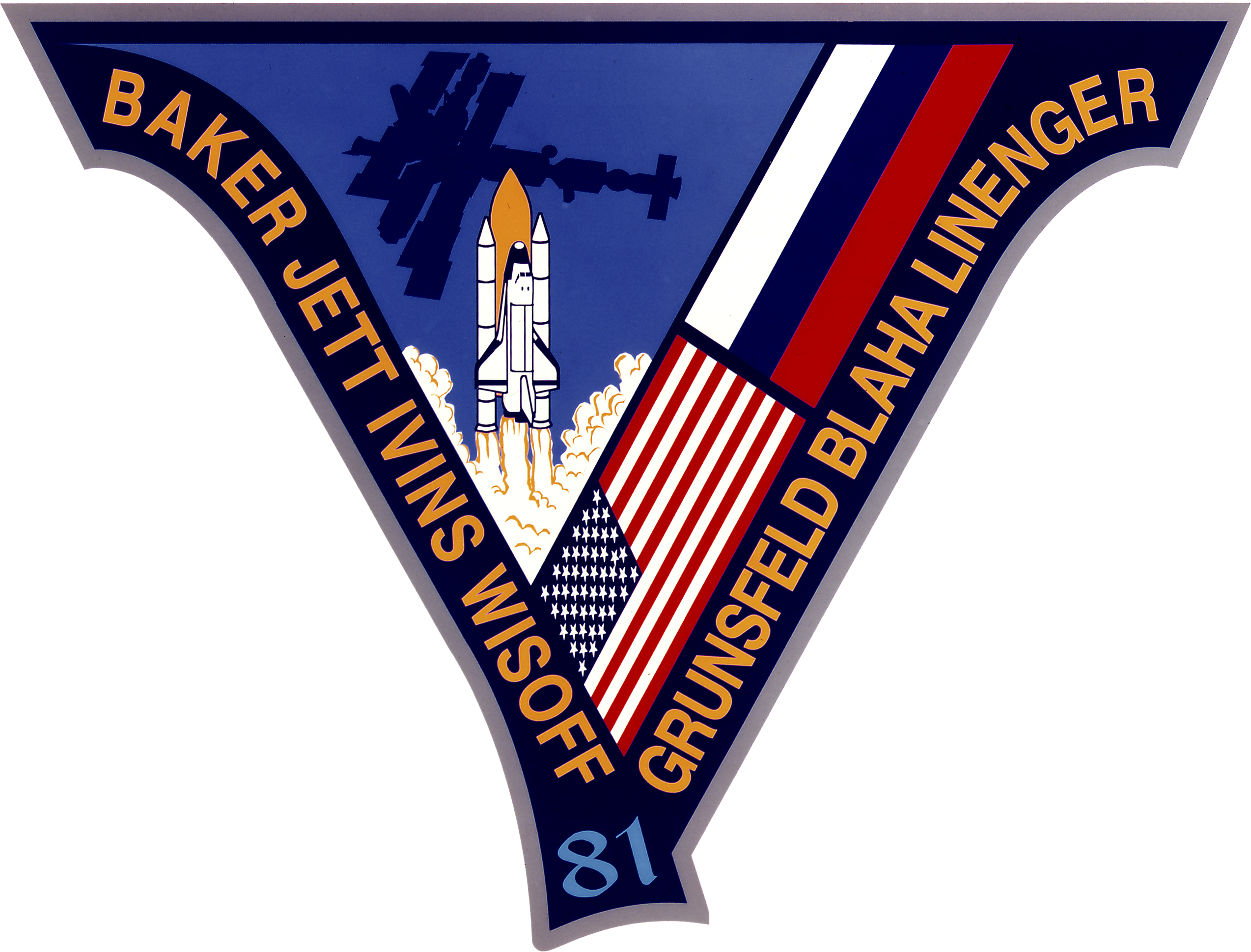
STS-81
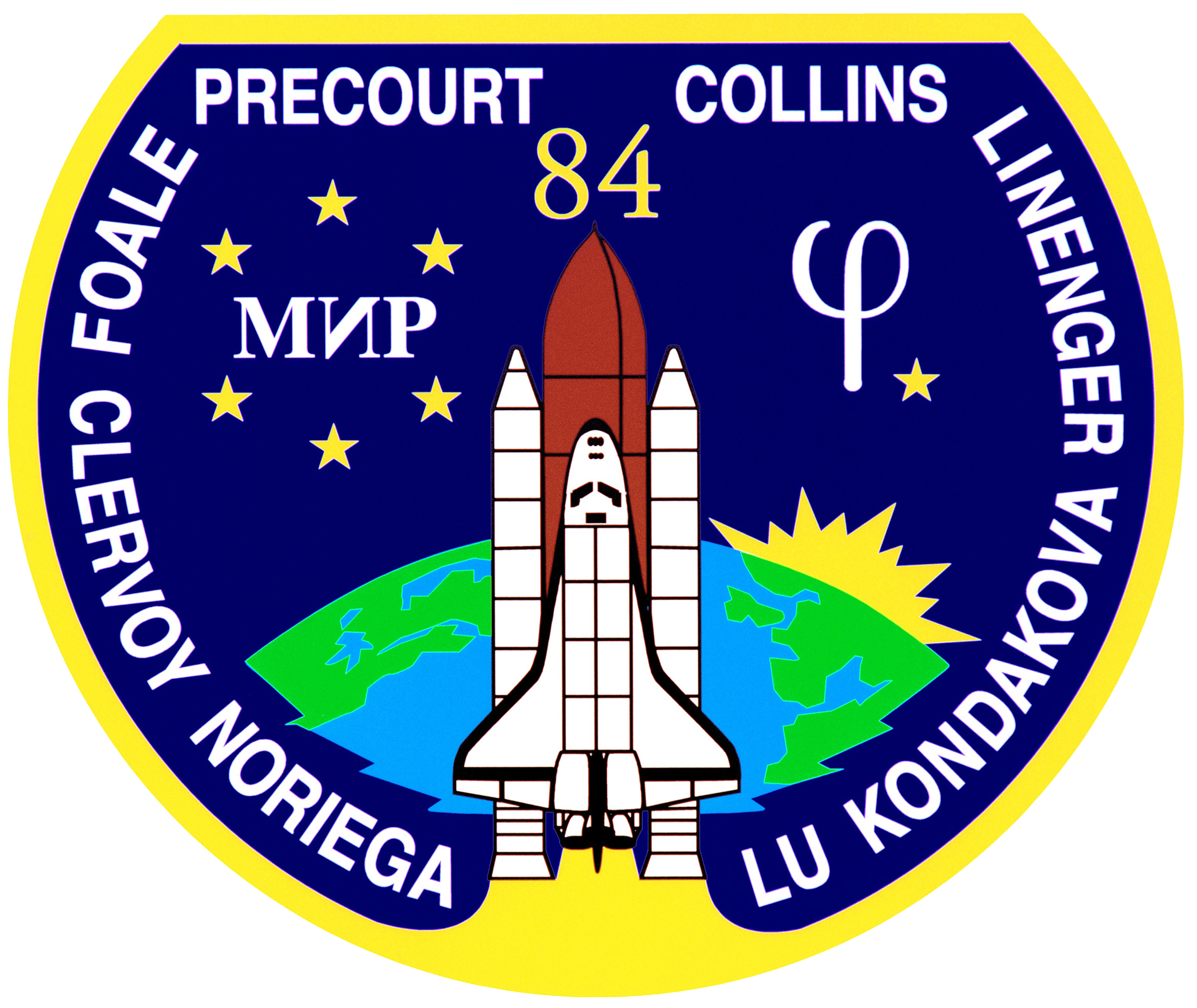
STS-84
STS-86
STS-89
STS-91